# История на литературата
История на литературата (или литературна история) е развитието на литературата във времето – по периоди и години, както и на науката, изследваща това развитие.
Най-често в историята на литературата се разглежда развитието на различни техники на писане, тематики и прочее. В това число конкретните произведения за даден период, тяхната читателска рецепция и т.н.
Това е дял на литературната наука. Има за предмет литературата във времето. Историята прави надлъжен разрез на литературата, докато критиката прави напречен. Историята на литературата е отворен подход към литературата. Възниква през втората половина на 19 век.
Литературата се контекстуализира. Може също да се вземе предвид и биографията на автора. Разглежда се отвън-навътре литературата, от социо-културния контекст към литературния.
Литературата съществува чрез въздействието, което оказва върху читателите. В триъгълника „автор – творба – читателска публика“ последната не е пасивен елемент.